# Liste de lacs au Vietnam
Voici une liste de lacs au Vietnam.

## Liste
- Lac Hoan Kiem 21° 01′ 45″ N, 105° 51′ 09″ E
- Lac de l'ouest
- Lac de Thiên Quang
- Lac de Truc Bach
- Lac Ba Mẫu
- Lac Bay Mau
- Lac Dau Tieng
- Lac Giảng Võ
- Lac Ba Be
- Lac Bien Ho
- Lac Xuan Huong
- Lac Núi Cốc
- Lac Định Bình (en)
- Lac Phú Ninh (en)